# Большой Лог (Алтайский край)
Большо́й Лог — посёлок в Крутихинском районе Алтайского края России. Входит в состав Заковряшинского сельсовета.

## География
Уличная сеть
В селе одна улица — Большелоговская.
Расстояние до
- районного центра Крутиха 12 км.
- краевого центра Барнаул 184 км.

Ближайшие населенные пункты
Заковряшино 6 км, Радостный 7 км, Буян 8 км, Красноряжский 9 км, Караси 10 км, Новодубровский 11 км, Крутиха 12 км, Новоувальский 12 км.

## Население
| 1997 | 1998 | 1999 | 2000 | 2001 | 2002 | 2003 |
| ---- | ---- | ---- | ---- | ---- | ---- | ---- |
| 178  | ↘161 | ↘158 | ↗160 | ↘157 | ↘151 | ↘142 |
| 2004 | 2005 | 2006 | 2007 | 2008 | 2009 | 2010 |
| ↗148 | ↘143 | ↘125 | ↘116 | ↘110 | ↘108 | ↘100 |
| 2011 | 2012 | 2013 |      |      |      |      |
| ↗102 | ↘99  | ↘93  |      |      |      |      |

## Инфраструктура
В селе работает сельхозартель, которая была образована при реорганизации колхозов и совхозов, в ходе приватизации сельскохозяйственных предприятий. Занимается выращиванием зерна, разведением крупного рогатого скота.

## Транспорт
Ближайшее железнодорожное сообщение — станция Большой Лог-Алтайский, доступен автомобильный и общественный транспорт.

## Достопримечательности
Возле села находится курганная группа Большой Лог-I.